# Grand Prix der Volksmusik 1995
Der 10. Grand Prix der Volksmusik fand am 2. September 1995 in Wien (Österreich) statt. Teilnehmerländer waren wie in den Vorjahren Deutschland, Österreich und die Schweiz. Wie bereits seit 1989 wurde auch in diesem Jahr in jedem Land zuvor eine öffentliche Vorentscheidung im Fernsehen durchgeführt. Dabei wurden jeweils 5 Titel für das Finale ermittelt. Die schweizerische Vorentscheidung fand am 15. April in Interlaken (Kursaal), die deutsche am 28. Mai in Emden (Nordseehalle)  und die österreichische am 17. Juni in Murau (WM-Halle) statt. Die Veranstaltungen, zu denen jeweils eine CD mit allen Teilnehmern erschien, wurden live übertragen.
Das Finale wurde vom ORF im Rahmen einer Eurovisionssendung aus Wien übertragen und vom ZDF und von der SRG übernommen. Moderatoren waren wieder Carolin Reiber (Deutschland), Karl Moik (Österreich) und Sepp Trütsch (Schweiz), die bereits durch die jeweiligen Vorentscheidungen ihres Landes führten. Die Startfolge der Titel und Länder war zuvor ausgelost worden. Nach Vorstellung der Titel ermittelten mehrere Jurys aus den Teilnehmerländern ihren Favorit, wobei die Titel des eigenen Landes nicht bewertet werden durften.
Am Ende der Wertung stand dann Géraldine Olivier als Siegerin des Grand Prix der Volksmusik 1995 fest. Ihr Titel Nimm dir wieder einmal Zeit hatte Rudi Margreiter komponiert und getextet. Damit holte die Sängerin nach Nella Martinetti (1986) und Maja Brunner (1987) zum dritten Mal den Sieg des Grand Prix in die Schweiz.
Als Austragungsort des nächsten Grand Prix der Volksmusik 1996 wurde unabhängig vom Land des Siegers Mainz festgelegt.

## Die Platzierung der schweizerischen Vorentscheidung 1995
Die ersten fünf Titel kamen ins Finale.
| Startnr.          | Interpret               | Titel                                | Platz              | Punkte             |
| ----------------- | ----------------------- | ------------------------------------ | ------------------ | ------------------ |
| 11                | Vreni und Rudi          | Ein Festival der guten Laune         | 01.                | 2.956              |
| 09                | Thomas Tritten          | S’Rösi                               | 02.                | 2.672              |
| 02                | Géraldine Olivier       | Nimm Dir wieder einmal Zeit          | 03.                | 2.062              |
| 05                | Vergissmeinnicht        | Alle meine Freunde                   | 04.                | 2.056              |
| 13                | Tornados                | De Enzian                            | 05.                | 1.674              |
| 10                | Walter Andreas          | Es isch so schön, wänn öpper da isch | 06.                | 1.484              |
| 14                | Maja Brunner            | Glaub mer, dass di gärn ha           | 07.                | 1.236              |
| 12                | Duo Sonnenschein        | Das sind die kleinen Wunder          | 08.                | 1.206              |
| 08                | Karawanken Quintett     | Die Uschi aus St. Gallen             | 09.                | 1.068              |
| 07                | Beny Rehmann            | Die Trompeten vom Fastnachtberg      | 10.                | 0986               |
| 15                | Alpenklang              | Bundesrat                            | 11.                | 0782               |
| 03                | Seestern-Quintett       | De Mario im Schuss                   | 12.                | 0768               |
| 06                | Kapfenburg Quintett     | Urlaubs-Traum                        | 13.                | 0674               |
| 04                | Frickentaler Musikanten | Annemarieli                          | 14.                | 0394               |
| 01                | Schilcher Buam          | Meine Uhr spielt verrückt            | 15.                | 0336               |
| Veranstaltungsort | Veranstaltungsort       | Kursaal Interlaken                   | Kursaal Interlaken | Kursaal Interlaken |

## Die Platzierung der deutschen Vorentscheidung 1995
Die ersten fünf Titel kamen ins Finale.
| Startnr.          | Interpret                      | Titel                                  | Platz              | %                  |
| ----------------- | ------------------------------ | -------------------------------------- | ------------------ | ------------------ |
| 15                | Stefanie Hertel & Stefan Mross | Ein Lied für jeden Sonnenstrahl        | 01.                | 33,2               |
| 12                | Hansi und Maxi                 | Heimatglocken                          | 02.                | 09,8               |
| 02                | Angela Wiedl                   | Wo sind die Zigeuner geblieben         | 03.                | 09,7               |
| 03                | Heimatduo Judith und Mel       | Wir                                    | 04.                | 08,2               |
| 06                | Mühlenhof Musikanten           | Ach könnt’ man doch ein Rembrandt sein | 05.                | 07,9               |
| 05                | Geschwister Hofmann            | Der Junge von San Angelo               | 06.                | 06,0               |
| 08                | Alpentrio Tirol                | Der Engel vom Marienhof                | 07.                | 05,5               |
| 09                | Mara Kayser                    | Glaube, Liebe, Hoffnung                | 08.                | 04,7               |
| 14                | Bianca                         | Sterne über den Bergen                 | 09.                | 04,2               |
| 10                | Gitti und Erika                | Einsamer Abend am Strande              | 10.                | 02,5               |
| 13                | Die jungen Klostertaler        | Weihnachten im Juli                    | 11.                | 02,3               |
| 04                | Wolfgang Herrmann              | I hab di doch so liab                  | 12.                | 01,7               |
| 11                | Jonny Hill                     | Sieben Meere                           | 12.                | 01,7               |
| 07                | Dirk Schiefen                  | Madonna mia                            | 14.                | 01,4               |
| 01                | Max Zwo                        | I am kreising über Freising            | 15.                | 01,2               |
| Veranstaltungsort | Veranstaltungsort              | Nordseehalle Emden                     | Nordseehalle Emden | Nordseehalle Emden |

## Die Platzierung der österreichischen Vorentscheidung 1995
Die ersten fünf Titel kamen ins Finale.
| Startnr.          | Interpret               | Titel                              | Platz           | Punkte          |
| ----------------- | ----------------------- | ---------------------------------- | --------------- | --------------- |
| 14                | Mürztaler Musikanten    | Es ist so schön, daß es dich gibt  | 01.             | 77              |
| 09                | Eva-Maria               | Wie der Wind                       | 02.             | 71              |
| 02                | Duo Herzklang           | Egal wohin                         | 03.             | 66              |
| 06                | Duo Sunshine            | Liaber, kloaner Sonnenstrahl       | 04.             | 57              |
| 10                | Die Kathreiner          | Was wär, wenn i di net hätt        | 05.             | 54              |
| 01                | Alpenrebellen           | Uns g’hört die Zeit                | 06.             | 48              |
| 15                | Gradl Buam              | Sag, bin i deppat?                 | 07.             | 30              |
| 07                | Die Fehringer           | Verliabt bin i                     | 07.             | 30              |
| 03                | Blumi und Die Turracher | D’Leut lass ma red’n               | 09.             | 21              |
| 11                | Joshi Shalay            | Pannonische Träume                 | 10.             | 16              |
| 05                | Steinfeld Echo          | Auf die Berg’ muass i aufi         | 11.             | 13              |
| 13                | Elfi Graf               | Lieber Leierkastenmann             | 11.             | 13              |
| 08                | Trio Melody             | Ja wenn dein Herz a Fensterl hätt’ | 13.             | 12              |
| 04                | Inge und Maria          | Ein Küßchen in Ehren               | 14.             | 07              |
| 12                | D'Feldberger Spitzbuebe | Ferien auf dem Bauernhof           | 14.             | 07              |
| Veranstaltungsort | Veranstaltungsort       | WM-Halle Murnau                    | WM-Halle Murnau | WM-Halle Murnau |

## Die Platzierung des Grand Prix der Volksmusik 1995
| Startnr.          | Land              | Interpret                      | Titel                                  | Platz                       | Punkte                      |
| ----------------- | ----------------- | ------------------------------ | -------------------------------------- | --------------------------- | --------------------------- |
| 05                | CH                | Géraldine Olivier              | Nimm Dir wieder einmal Zeit            | 01.                         | 63                          |
| 13                | D                 | Stefanie Hertel & Stefan Mross | Ein Lied für jeden Sonnenstrahl        | 02.                         | 60                          |
| 15                | A                 | Eva-Maria                      | Wie der Wind                           | 03.                         | 46                          |
| 06                | A                 | Duo Herzklang                  | Egal wohin                             | 04.                         | 45                          |
| 14                | CH                | Vergissmeinnicht               | Alle meine Freunde                     | 05.                         | 42                          |
| 03                | A                 | Kathreiner                     | Was wär’ wenn i di net hätt            | 06.                         | 39                          |
| 12                | A                 | Mürztaler Musikanten           | Es ist so schön, daß es dich gibt      | 07.                         | 30                          |
| 02                | CH                | Vreni und Rudi                 | Ein Festival der guten Laune           | 08.                         | 23                          |
| 09                | A                 | Duo Sunshine                   | Lieber, kloaner Sonnentrahl            | 08.                         | 23                          |
| 04                | D                 | Heimatduo Judith und Mel       | Wir                                    | 10.                         | 17                          |
| 01                | D                 | Angela Wiedl                   | Wo sind die Zigeuner geblieben         | 10.                         | 17                          |
| 08                | CH                | Tornados                       | Der Enzian                             | 12.                         | 14                          |
| 10                | D                 | Mühlenhof Musikanten           | Ach könnt’ man doch ein Rembrandt sein | 13.                         | 11                          |
| 07                | D                 | Hansi und Maxi                 | Heimatglocken                          | 14.                         | 10                          |
| 11                | CH                | Thomas Tritten                 | S’Rösi                                 | 15.                         | 04                          |
| Veranstaltungsort | Veranstaltungsort | Stadthalle Wien, Österreich    | Stadthalle Wien, Österreich            | Stadthalle Wien, Österreich | Stadthalle Wien, Österreich |

Die Titel erschienen auch auf einer CD.